# Fundação Nativo da Natividade
A Fundação Nativo da Natividade (FNN) foi uma entidade de formação política existente entre os anos 1980 e 1990. Lançada em 1988, foi nomeada em homenagem a Nativo da Natividade de Oliveira, mineiro residente em Carmo do Rio Verde/GO, fundador do Partido dos Trabalhadores no município, presidente do Sindicato dos Trabalhadores Rurais da região e assassinado em 1985. 
A iniciativa de formação da FNN partiu de tendências à esquerda dos setores majoritários do PT, tais como Democracia Socialista, Vertente Socialista,  Nova Esquerda, e Fórum Socialista; e de membros da corrente sindical Central Única dos Trabalhadores pela Base e do Movimento de Oposição Sindical Metalúrgica de São Paulo. Composta por um Conselho Deliberativo integrado por Florestan Fernandes, José Genoíno e João Machado, entre outros, diferenciava-se do Instituto Cajamar no conteúdo e na metodologia de seus processos formativos. 
No início dos anos 1990, acometida por uma crise interna, a FNN foi transferida para Campinas, tendo sido suas atividades praticamente encerradas por volta de 1994.